# 薛裕
薛裕（？—？），字仁友，河东郡汾阴县（今山西省运城市万荣县）人，出自河东薛氏西祖第二房，西魏官员。

## 生平
薛裕年少时就以孝悌闻名于州中，最初是太学生，当时太学中大多是显贵子弟，喜欢学习的人很少，只有薛裕勤奋钻研不知疲倦。二十岁左右，薛裕被征辟出任丞相参军事。当时京兆韦敻志求安逸，不关心世间事务。薛裕钦佩韦敻的恬静，多次带着酒菜拜见，终日交谈宴饮，韦敻将侄孙女嫁给薛裕。薛裕曾经对亲朋好友说：“大丈夫在这圣明的时代，却不能表现出突出的文武才干，让世人知道，虽然整天忙忙碌碌，也只是劳苦而已。如韦居士则不同，退不入山野，进不趋市朝，怡然守道，不识荣辱，多么快乐。”
薛裕曾经在韦敻家中居住，韦敻家后院有口井，薛裕夜间走出房门，好像有人要牵着他的手，薛裕就退着走，结果掉落井中。同坐的人一起把薛裕拉上来，并因此劝薛裕说：“刚才我们还担心你遭遇不测，幸好现在没事，你应该饮尽此杯。”薛裕说：“掉入井中还是小事，不久将有更大的事。”人们问薛裕缘故，薛裕说：“最近我做梦，似乎有生死之忧。”薛裕不久发病去世，虚岁四十一。数位有名气的文人写文章为薛裕悼念，宇文泰也为薛裕痛惜，赠予洛州刺史。

## 家庭

### 父亲
- 薛英集，北魏通直散骑常侍

### 兄弟
- 薛端，北周骠骑大将军、开府仪同三司、基州刺史、文城惠公